# پیرزنی در حال سرخ کردن تخم‌مرغ
پیرزنی در حال سرخ کردن تخم‌مرغ (به انگلیسی: Old Woman Frying Eggs) یک نقاشی خودمانی اثر دیه‌گو ولاسکز است که در دوران زندگی او در سویا خلق شده است. تاریخ دقیق آن مشخص نیست، اما گمان می‌رود حدود سال ۱۶۱۸ قبل از نقل مکان قطعی او به مادرید در سال ۱۶۲۳ باشد. این نقاشی در گالری ملی اسکاتلند در ادینبرو قرار دارد. ولاسکز در نقاشی‌های اولیه خود مانند این نقاشی، اغلب از شخصیت‌های طبقه کارگر استفاده می‌کرد و در بسیاری از موارد از خانواده‌اش به عنوان مدل استفاده می‌کرد. پیرزن در اینجا در نقاشی مسیح در خانه مارتا و مریم (۱۶۱۸) نیز ظاهر می‌شود. در مورد اینکه فرایند پخت و پز در واقع به تصویر کشیده شده است، اختلاف نظر وجود دارد و برخی معتقدند که منظور از سرخ کردن، پختن تخم مرغ نیست، بلکه آب‌پز کردن است که منجر به عنوان دیگری برای نقاشی شده است: پیرزن در حال پختن تخم مرغ یا پیرزن در حال تنگاب‌پزی تخم مرغ است.